# Про тих, кого пам'ятаю і люблю
«Про тих, кого пам'ятаю і люблю» (рос. «О тех, кого помню и люблю») — російський радянський повнометражний широкоформатний кольоровий художній фільм, поставлений на Кіностудії «Ленфільм» в 1973 році режисерами Анатолієм Вехотко та Наталією Трощенко за мотивами документальної повісті П. Заводчикова та С. Самойлова «Дівоча команда».
Прем'єра фільму в СРСР відбулася 4 лютого 1974 року.

## Сюжет
Нелегко товаришеві Васильєву командувати цілим жіночим саперним батальйоном. Та він мужньо несе цю ношу в роки Другої світової. Його підлеглі проявляють чудеса героїзму і мужньо борються з ворогом. Ніхто не назве їх слабкою статтю. Та навіть у ці суворі дні вони не забувають про прості радощі життя.

## Ролі
- Валерій Золотухін — старший лейтенант Васильєв
- Катерина Васильєва — Зіна Горюнова
- Вікторія Федорова — Ріта Меньшикова
- Євгенія Сабельникова — Катя Сомова
- Віолетта Жухимович — Ніна Булкіна
- Надія Карпушина — Валя Тіхонова
- Людмила Старіцина — Аня
- Артем Іноземцев — майор Федоров
- Дагун Саїдов -  Дагун
  - Команда размінеров:

- Тетяна Бузян
- Н. Бистрова
- М. Георгієва - Георгієва
- Л. Дементьєва
- О. Касатова
- Наталія Крудова
- В. Лушнікова
- Ж. Окань
- А. Ондич
- А. Полмваєва - Полмваєва
- Ірина Смирнова
- В. Школяр

## Знімальна група
- Сценарій — Будимира Метальникова за мотивами документальної повісті П. Заводчикова та С. Самойлова «Дівоча команда»
- Режисери-постановники - Анатолій Вехотко, Наталія Трощенко
- Режисер - М. Шейнін
- Головний оператор - Олександр Чечулин
- Головний художник - Валерій Юркевич
- Звукооператори - Євген Нестеров, Галина Лукіна
- Композитор - Сергій Слонімський
- Диригент - Юрій Темирканов
- Оператор - С. Філановський
- Монтажер - Ізольда Головко
- Редактор - Хейлі Елкен
- Художники:
по костюмах - Л. Дудко
по гриму - Жанна Родіонова
по декораціях - І. Корзаков
- Асистенти:
режисера - Н. Абраменко, А. Шинін
оператора - А. Родіонов, В. Григор'єв
з собаківництва - Н. Л. Рясний
- Військовий консультант - В. Тимохін
- Директора картини - Григорій Прусовський, Йосип Шурухт